# Sikhumbuzo Magagula
Sikhumbuzo Magagula (ur. 30 maja 1995) – suazyjski piłkarz grający na pozycji obrońcy. Jest wychowankiem klubu Royal Leopards FC.

## Kariera klubowa
Magagula jest wychowankiem klubu Royal Leopards FC. W sezonie 2018/2019 zadebiutował w nim w pierwszej lidze suazyjskiej. Z nim wywalczył dwa mistrzostwa Eswatini w sezonach 2020/2021 i 2021/2022 oraz wicemistrzostwo w sezonie 2018/2019.

## Kariera reprezentacyjna
W reprezentacji Eswatini Magagula zadebiutował 26 marca 2021 w przegranym 1:3 meczu kwalifikacji do Pucharu Narodów Afryki 2021 z Gwineą Bissau.